# Repubblica Socialista Sovietica Lituana (1918-1919)
La Repubblica Socialista Sovietica di Lituania (abbreviata RSS Lituania; in russo Литовская Советская Социалистическая Республика?, Litovskaja Sovetskaja Socialističeskaja Respublika; in lituano Lietuvos Tarybų Socialistinė Respublika) fu uno Stato bolscevico nato sulle ceneri della Repubblica lituana filo-tedesca e dell'Ober Ost. Gli Imperi centrali si erano arresi nel 1918, evento che portò al termine della Grande Guerra.  Nacque ufficialmente il 16 dicembre 1918 nella zona conquistata dai bolscevichi nella guerra lituano-sovietica. Fu guidato dal bolscevico Vincas Mickevičius-Kapsukas. Il 27 febbraio 1919 si fuse con la Bielorussia nella RSS Lituano-Bielorussa.

## Antefatti
Il 1918 la Lituania fronteggiò diverse trasformazioni: dopo l'atto di indipendenza redatto il 16 febbraio 1918 dal Consiglio governativo lituano, la Repubblica di Lituania rese pubblica la volontà di diventare uno Stato sovrano: qualche mese più tardi, fu offerto al duca Wilhelm di Urach il trono, soprattutto sulla spinta di fazioni filo-tedesche: seguirono lunghe polemiche che causarono le dimissioni di alcuni membri del futuro Seimas, parlamento lituano. Il 2 novembre dello stesso anno, cambiò la Costituzione e la forma di governo scelta fu nuovamente la repubblica.
L'Impero tedesco firmò l'11 novembre 1918 l'Armistizio di Compiègne che pose fine alla Grande Guerra. Le forze militari teutoniche iniziarono dunque a ritirarsi dai territori dell'Ober Ost. Due giorni dopo la firma dell'armistizio, la Russia di Lenin rinnegò il trattato di Brest-Litovsk con cui si accettava l'indipendenza della Lituania. I sovietici lanciarono così un'offensiva militare contro Lituania, Lettonia ed Estonia per dar luogo al progetto di Rivoluzione mondiale, ovvero per far sì che sempre più Stati abbracciassero l’“ascesa del proletariato” unendosi, di fatto, allo Stato russo. Compiutasi la ritirata delle forze tedesche, i sovietici raggiunsero la Lituania a metà dicembre 1918.

L'offensiva militare scagliata dall'URSS nel 1918 per acquisire i Paesi baltici nell'ambito della guerra polacco-sovietica

I sovietici presero possesso del Paese baltico, ponendo a capo il bolscevico Vincas Mickevičius-Kapsukas. Tuttavia, la versione ufficiale sostenuta dai russi presentava delle differenze: si cercava infatti di far leva sul fatto che la RSS Lituana si era costituita non per l'intervento di Mosca, ma per autodeterminazione del popolo lituano: erano stati i locali a decidere di abbracciare il comunismo e, conseguentemente, l'URSS. Il governo russo affermò a tal proposito: "Risultano ora smascherate le falsità raccontate dagli Stati Uniti e dagli imperalisti britannici, secondo cui la Russia vorrebbe espandersi a scapito delle comunità baltiche".

## Formazione e primi provvedimenti
In Lituania, non vi furono attivisti comunisti se non dall'estate del 1918. Il Partito Comunista della Lituania (PCL) iniziò ad organizzarsi solo da allora, riuscendo a far eleggere 34 delegati alle prime elezioni tenutesi a Vilnius l'1, il 2 e il 3 ottobre 1918. Pranas Eidukevičius fu eletto come prima guida del partito. Il programma politico prevedeva di imitare l'esempio del PCUS con l'attuazione della Rivoluzione d'ottobre accaduta un anno prima in Russia. Tale ipotesi fu sostenuta e finanziata anche dai russi con il plauso di Adol'f Abramovič Ioffe e Dmitrij Manuil'skij. Il 2 dicembre, con il Regno di Lituania ormai alle spalle, Vincas Mickevičius-Kapsukas inviò una delegazione a Mosca per ottenere un finanziamento di 15 milioni di rubli volti ad organizzare i preparativi per la "rivoluzione". L'8 dicembre, il PCL formò un gruppo di otto membri del movimento politico, al fine di assistere in diversi ambiti ministeriali il governo provvisorio di Mickevičius-Kapsukas. Queste persone erano Zigmas Aleksa-Angarietis, Pranas Svotelis-Proletaras, Semyon Dimanstein, Kazimierz Cichowski, Aleksandras Jakševičius, Konstantinas Kernovičius e Yitzhak Weinstein (noto in lituano come Aizikas Vainšteinas). Gli storici contemporanei non sono del tutto convinti che il governo provvisorio abbia operato da Vilnius, come sostenuto da fonti sovietiche: si tende a ritenere che il governo fosse guidato dai leader militari dell'Armata Rossa. Tra il 16 dicembre 1918 e il 7 gennaio 1920, la sede del governo fu spostata a Daugavpils, espugnata dalle forze russe il 9 dicembre 1918.
Il governo lituano redasse un proclama, stampato il 16 dicembre, con cui si sanciva la costituzione politica della Repubblica Socialista Sovietica lituana. Il proclama fu poi riportato in Russia in primis dal quotidiano Izvestia il 19 dicembre, a cui seguì anche un annuncio radiofonico. Fu poi visibile anche sui giornali di Vilnius cinque giorni dopo. Una bozza del manifesto, redatta da Kapsukas, riportava le motivazioni per cui questa unione politica avrebbe avuto un gran futuro e grande prosperità: il testo terminava poi con uno slogan: "Lunga vita alla Repubblica Socialista Federativa Sovietica Russa e alla sua incorporata Lituania Sovietica!" La versione finale, approvata da Stalin e dal PCUS, eliminò il riferimento all'unione politica con la Russia, risultando così modificata la parte finale: "Lunga vita alla libera Repubblica Sovietica lituana!" Kapsukas non aveva intenzione di costituire una repubblica sovietica dopo essersi battuto per anni contro il patriottismo socialista, il separatismo e l'indipendenza lituana. Sedotto dai testi di Rosa Luxemburg, rifiutò convintamente l'idea di autodeterminazione.
La neoformata RSS Lituana chiese una revisione formale del suo status politico alla Repubblica Socialista Federativa Sovietica Russa (RSFSR) e fu riconosciuta come indipendente il 22 dicembre. Non passarono nemmeno 24 ore e l'Armata ross assunse il controllo di Zarasai e Švenčionys sul confine russo-lituano. Il governo entrò così in uno stato di impasse, risultando sostanzialmente impotente sia a livello effettivo (difficilmente tali truppe sarebbero state allontanate dalla Lituania senza combattere) che agli occhi del mondo (l'accettazione di un esercito straniero nei propri confini strideva fortemente con l'idea di Stato sovrano e indipendente). L'esercito lituano, assolutamente impreparato, non fu in grado di mostrare resistenza ai soldati sovietici. Il 5 gennaio 1919, l'Armata Rossa entrava a Vilnius e, alla fine del gennaio 1919, occupava già 2/3 del territorio dell'attuale Lituania.
Forme repubblicane simili furono costituite in Lettonia (Repubblica Socialista Sovietica Lettone) ed Estonia (Comunità dei lavoratori estoni).

## Attività del governo
La RSS Lituana si reggeva su fragili equilibri: era inoltre impreparata ad affrontare le politiche nazionali e dovette far affidamento sull'assistenza dei russi. Una delle principali classi sostenitrici delle politiche sovietiche fu quella industriale: in Lituania, questa era formata da un numero assai basso di lavoratori, considerando che la popolazione si occupava prevalentemente di attività agricole. Il 21 gennaio, la RSFSR versò 100 milioni di rubli al governo provvisorio per incentivare le politiche socialiste. Fu poi sancito il divieto per il governo di costituire un esercito. Nel febbraio del 1919, Kapsukas inviò un telegramma a Mosca, replicando a quanto era stato precedentemente imposto dai russi: sostenne che la possibilità per i lituani di unirsi alla sola Armata Rossa anziché ad un esercito nazionale avrebbe incoraggiato i lituani a costituire movimenti nazionalisti. Nel frattempo, nei territori controllati dai sovietici a seguito delle operazioni militari, crearono sul modello già adoperato in patria i Revkom (carica amministrativa) e i Soviet.
I sovietici richiesero agli insediamenti assoggettati ingenti contributi per finanziare le operazioni militari in corso. Ad esempio, Panevėžys dovette versare circa 1 milione di rubli, Utena 200.000 rubli, mentre ne venivano richiesti 10 da ogni centro abitato. Furono nazionalizzate industrie produttive e grandi proprietà per permettere la formazione di fattorie collettive. Le difficoltà economiche si fecero sentire in maniera particolarmente gravosa nel gennaio del 1919, quando fu emanato un decreto in cui "(si proibiva di) conferire emolumenti in misura superiore a rubli 250 a settimana per lavoratore". Ad oggi, è facile comprendere le motivazioni che spinsero molti lituani a ripudiare le politiche sovietiche: un Paese fortemente cattolico, basato sull'agricoltura e orgoglioso della propria identità nazionale, difficilmente avrebbe potuto adottarsi in maniera repentina ad ateismo, industrializzazione e negazione del principio di autodeterminazione dei popoli.

### Membri del Consiglio dei Commissari del Popolo
| Membri del Consiglio dei Commissari del Popolo | Membri del Consiglio dei Commissari del Popolo  | Membri del Consiglio dei Commissari del Popolo  |
| Carica                                         | Fino al 6 gennaio 1919                          | Fino al 22 gennaio 1919                         |
| ---------------------------------------------- | ----------------------------------------------- | ----------------------------------------------- |
| Commissario degli Affari Esteri                | Vincas Mickevičius-Kapsukas (anche Presidente)  | Vincas Mickevičius-Kapsukas (anche Presidente)  |
| Commissario degli Affari Esteri                | Zigmas Aleksa-Angarietis (anche Vicepresidente) | Zigmas Aleksa-Angarietis (anche Vicepresidente) |
| Commissario per le Politiche Alimentari        | Aleksandras Jakševičius                         | M. Slivkin                                      |
| Commissario del Lavoro                         | Semyon Dimanstein                               | Semyon Dimanstein                               |
| Commissario della Finanza                      | Kazimierz Cichowski                             | Kazimierz Cichowski                             |
| Commissario dei Trasporti                      | Pranas Svotelis-Proletaras                      | Aleksandras Jakševičius                         |
| Commissario delle Politiche Agricole           | Yitzhak Weinstein-Branovski                     | Vaclovas Bielskis                               |
| Commissario dell’Istruzione                    | Vaclovas Biržiška                               | Vaclovas Biržiška                               |
| Commissario delle Comunicazioni                | –                                               | Pranas Svotelis-Proletaras                      |
| Commissario della Difesa                       | –                                               | Rapolas Rasikas                                 |
| Commissario dell’Economia Popolare             | –                                               | Yitzhak Weinstein-Branovski                     |
| Commissario del Commercio e dell’Industria     | –                                               | Yitzhak Weinstein-Branovski                     |

## Dissoluzione e conseguenze
Tra l'8 e il 15 febbraio 1919, volontari lituani e tedeschi fermarono l'avanzata sovietica, impedendo alle forze russe di espugnare Kaunas, nominata capitale provvisoria della Lituania. Alla fine dello stesso mese, i tedeschi avviarono un'offensiva nella Lettonia e nella Lituania settentrionale (specialmente nella regione storica dell'Aukštaitija). Di fronte a difficoltà logistiche, finanziarie e gestionali che i russi dovettero operare per controllare la RSS Lituana, si decise di unirla politicamente alla RSS Bielorussa (Litbel): il risultato portò alla nascita della Repubblica Socialista Sovietica Lituano-Bielorussa, a cui capo fu posto nuovamente Kapsukas. Furono fusi tra loro anche il Partito Comunista bielorusso e quello lituano. La creazione di questo Stato non arrestò l'avanzata dell'esercito polacco, mosso dall'intento di impadronirsi, come accadde, di Vilna (Vilnius) e Minsk nell'ambito della guerra sovietico-polacca (1919-1921). La RSS Bielorussa finì col dissolversi nel corso del conflitto, ma la situazione venne a modificarsi qualche mese dopo.
A seguito delle avvisaglie iniziali del conflitto sovietico-polacco, iniziò un vero e proprio scontro su vasta scala: una delle operazioni più importanti riguardò sicuramente la conquista di Vilnius, operata dai russi il 14 luglio 1920. La città non fu tuttavia ceduta al controllo dei lituani, come si stabilì invece due giorni prima nel trattato di Mosca del 1920. Le intenzioni dei sovietici erano quelle di sobillare la popolazione per un golpe, come accaduto con successo nella neo-ripristinata RSS Bielorussa. La sconfitta subita nella battaglia di Varsavia sempre nel 1920, obbligò i russi a rivedere i piani di conquista, in quanto la Polonia riuscì ad imporsi sul campo di battaglia. Alcuni storici dell'epoca videro in questa sconfitta l'evento che scaturì una nuova indipendenza della Lituania e l'allontanamento dalla sfera di influenza sovietica. Durante il periodo interbellico, i rapporti diplomatici tra lituani e sovietici rimasero generalmente cordiali fino a qualche mese dopo lo scoppio della seconda guerra mondiale. Nel luglio 1940, l'URSS avviò una campagna offensiva volta ad occupare gli Stati baltici: fu quindi ricostituita la seconda RSS lituana. La propaganda sovietica diffuse il messaggio secondo cui l'occupazione permise di "restaurare il potere sovietico come chiesto dalle masse rivoluzionarie".